# Willy Ruano
Willy Ruano (nacido el 3 de agosto de 1950 en Villa Bosch, Buenos Aires) es un actor, cantante, humorista, conductor de televisión, docente y contador público argentino. Se hizo conocido por ser parte de la Barra Macanuda, el staff de bailarines del programa Alta Tensión que se emitió entre 1971 y 1974. Debutó en cine con la película El profesor Tirabombas estelarizada por Luis Sandrini. También es conocido por participar en el sketch Los Chetos en el popular programa argentino de tv Operación Ja-Já, junto a la actriz Silvia Pérez y Pablo Codevilla.
En 1984 interrumpió su carrera artística para dedicarse a su profesión de contador público, regresando en 1998 como productor y protagonizando un papel como él mismo en la tira televisiva Gasoleros. El 15 de octubre de 2002 tuvo un ACV isquémico, que sumado a una crisis familiar lo tuvo varios años padeciendo depresión, de la cual se recuperó.

## Carrera
Inició su carrera artística en 1971, con 20 años de edad, como parte del staff de bailarines, "la barra macanuda", en el programa Alta Tensión, emitido por Canal 13.El mismo canal lo incluyó con un pequeño papel en 3 episodios de la serie El Pasito, que protagonizaron Juan Carlos Calabró, Roberto Carnaghi y Santiago Bal entre otros. Ese mismo año debutó en cine interpretando a Evaristo en la película El profesor Tirabombas que protagonizó Luis Sandrini.
En 1973 canal 13 aprovechando el auge causado por la venida de Guy Williams, publicaron por medio de RCA, el disco Canción Del Zorro, debutando como cantante en la banda de rock Willy y sus tornados, responsable de 8 de las 12 canciones.
En 1974, bajo la dirección de Hugo Moser actuó en el film La flor de la mafia, junto a Federico Luppi, Zulma Faiad y Rodolfo Ranni. Mientras que en TV desde 1983 y hasta 1980 trabajó como conductor en varios programas infantiles para ATC.
En 1980 trabajó junto a Juan Alberto Badía conduciendo el programa Sábado Nueve que era producido por Gerardo Sofovich.
En 1981 participó en varios episodios del programa cómico Matrimonios y algo mas con libreto de Hugo Moser.
Es especialmente recordado por el sketch de Los Chetos junto a Pablo Codevila y Silvia Pérez en Operación Ja Ja.
Cine
- 1972.  El profesor tirabombas Evaristo
- 1974. La flor de la mafia - Luisito
- 1975. No hay que aflojarle a la vida - Alumno suicida
- 1983. Diablito de barrio    Cuñadito

Televisión
- 1998. Gasoleros. Participación especial.
- 1983. Historia de un trepador.
- 1983. Matrimonios y algo más. Varios personajes.
- 1980. Operación Ja Ja. Sketch: Los chetos.
- 197X. EL HOMBRE FLECHA. SUPER HÉROE ARGENTINO.
- 1971. Alta Tensión. Bailarín.

Teatro
- 1974   Los 100 rejovenes años'. (dir. Eduardo Bergara Leumann)
- 1982  Mariposa sin alas. (dir. Guillermo Bredeston)
- 2000  Lady Widemere´s fan. teatro en inglés
- 2001  Movete Chupete, Movete. (dir. Santiago Bal)
- 2009. Escoria. El lado B de la fama. (dir. José María Muscari).[16]
- 2010. Escoria. El lado B de la fama. (dir. José María Muscari)

2023 es un gran republicano